# 아사나미역
아사나미역(일본어: 浅海駅 아사나미에키[*])은 일본 에히메현 마쓰야마시에 있는 시코쿠 여객철도 요산선의 역이다. 역 번호는 Y46이며, 상대식 승강장 2면 2선의 구조를 지닌 지상역이다.

## 역 주변
- 국도 제196호선

## 역사
- 1926년 3월 28일 : 개업.
- 1987년 4월 1일 : 민영화에 의해, 시코쿠 여객철도로 이관.

## 인접 정차역
| 시코쿠 여객철도 요산선    | 시코쿠 여객철도 요산선 | 시코쿠 여객철도 요산선    |
| ------------------------- | ---------------------- | ------------------------- |
| Y 45 기쿠마 다카마쓰 방면 | 요산 선                | 오우라 Y 47 마쓰야마 방면 |